# Jelle Wagenaar
Jelle Wagenaar (Ureterp, 30 augustus 1989) is een Nederlandse voetballer.
Wagenaar maakte in juli 2011 de overstap van de jeugd van FC Groningen naar SC Veendam. De linksback kwam in zijn eerste seizoen in het betaalde voetbal tot 22 duels. Wagenaar ging na het faillissement van Veendam bij ACV spelen.

## Statistieken
| Seizoen | Club       | Land      | Competitie     | Wedstrijden | Doelpunten |
| ------- | ---------- | --------- | -------------- | ----------- | ---------- |
| 2011/12 | SC Veendam | Nederland | Eerste divisie | 22          | 0          |
| 2012/13 | SC Veendam | Nederland | Eerste divisie | 20          | 0          |
| Totaal  | Totaal     | Totaal    | Totaal         | 42          | 0          |